# Đa dạng tối
Đa dạng tối là tập hợp các loài không có mặt tại địa điểm nghiên cứu nhưng có mặt ở khu vực xung quanh và có khả năng sinh sống trong các điều kiện sinh thái cụ thể.

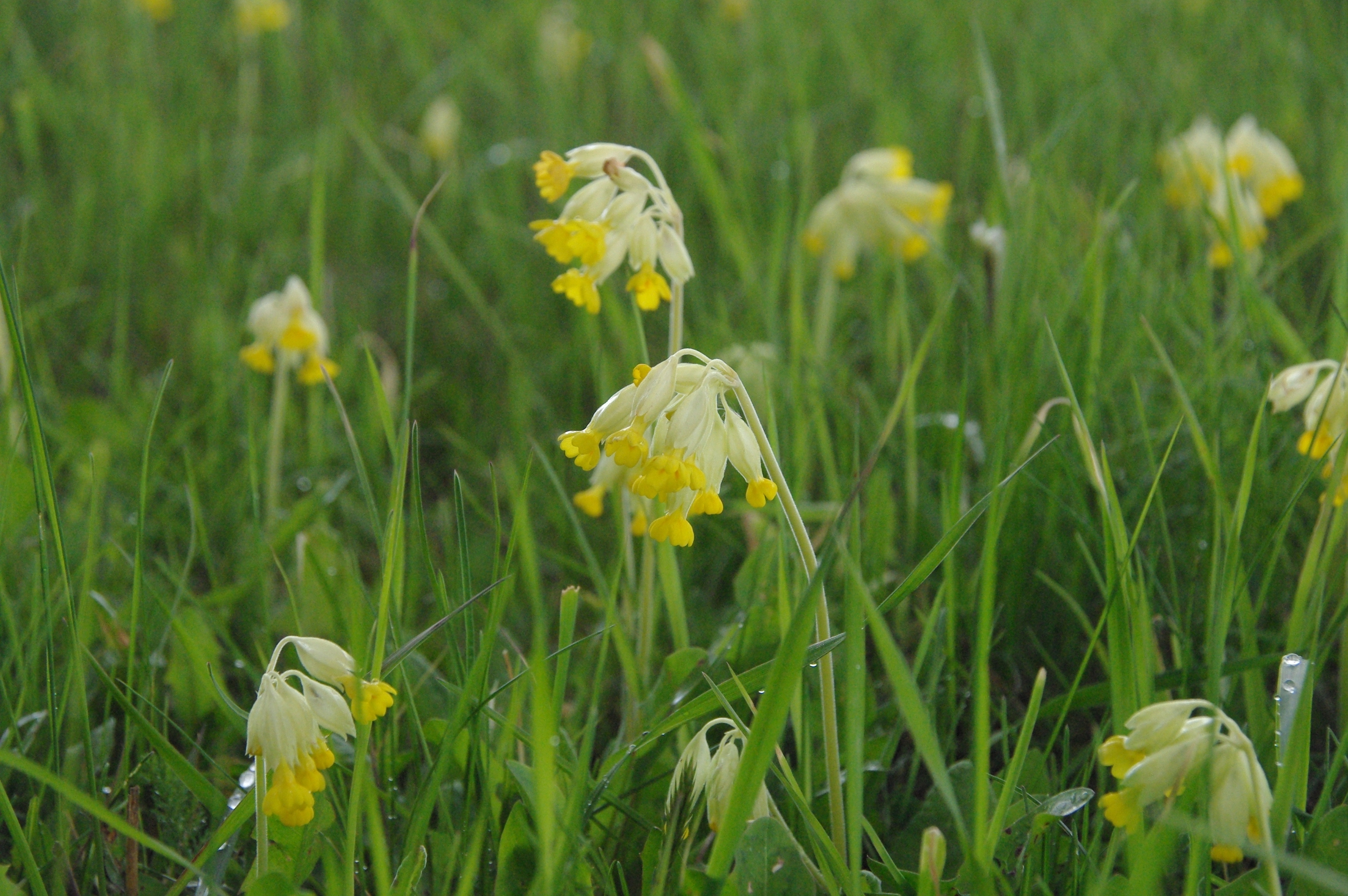
Cây ngọc trâm hoa thường gặp (Primula veris) là một loài thực vật thường gặp ở các đồng cỏ châu Âu nếu các điều kiện môi trường thích hợp, nhưng không xuất hiện trên đồng cỏ nghiên cứu, nó thuộc về đa dạng tối cho đồng cỏ nhất định.

Đa dạng tối là một phần của khái niệm nhóm loài. Một nhóm loài được định nghĩa là tập hợp tất cả các loài có thể sinh sống tại một địa điểm cụ thể và hiện diện trong khu vực hoặc cảnh quan xung quanh. Đa dạng tối bao gồm các loài thuộc một nhóm loài cụ thể nhưng chúng hiện không có mặt tại một địa điểm. Đa dạng tối có liên quan đến nhóm loài "đặc trưng cho môi trường sống" hoặc "được chọn lọc" chỉ bao gồm các loài vừa có thể phân tán vừa có khả năng sinh sống tại địa điểm nghiên cứu. Ví dụ, nếu tính đa dạng của cá trong khu vực rạn san hô đã được lấy mẫu, thì sự đa dạng tối bao gồm tất cả các loài cá từ khu vực xung quanh hiện đang vắng mặt nhưng có khả năng phân tán và cư trú tại khu vực nghiên cứu. Bởi vì mọi phương pháp lấy mẫu cũng sẽ bỏ sót một số loài thực sự có mặt tại một địa điểm, chúng ta cũng có ý tưởng liên quan về 'loài ma' - những loài có mặt tại một địa điểm nhưng không được phát hiện trong các đơn vị lấy mẫu được sử dụng để lấy mẫu cộng đồng tại địa điểm đó. Beck, J.B.; Larget, B.; Waller, D.M. (2018). "Phantom species: Adjusting estimates of colonization and extinction for pseudo-turnover". Oikos. Quyển 127 số 11. tr. 1605–1618. doi:10.1111/oik.05114.
Tên gọi đa dạng tối được mượn từ vật chất tối: vật chất không thể nhìn thấy và đo lường trực tiếp được, nhưng sự tồn tại và đặc tính của nó được kết luận từ tác động hấp dẫn của nó lên vật chất nhìn thấy. Tương tự, sự đa dạng tối không thể được nhìn thấy trực tiếp khi chỉ quan sát mẫu, nhưng nó hiện diện nếu được xem xét ở quy mô rộng hơn, và sự tồn tại và đặc tính của nó có thể được ước tính khi có dữ liệu thích hợp. Với vật chất tối, chúng ta có thể hiểu rõ hơn về sự phân bố và động lực của các thiên hà, với sự đa dạng tối, chúng ta có thể hiểu được thành phần và động lực của các quần xã sinh thái.

## Đặc điểm môi trường sống và quy mô
Đa dạng tối là bản sao của đa dạng quan sát được (đa dạng alpha) có trong một mẫu. Đa dạng tối là đặc trưng của môi trường sống vì địa điểm nghiên cứu phải có các điều kiện sinh thái thuận lợi cho các loài thuộc đa dạng tối. Khái niệm môi trường sống có thể hẹp hơn (ví dụ: sinh cảnh trong rừng già) hoặc rộng hơn (ví dụ sinh cảnh trên cạn). Do đó, tính đặc trưng của môi trường sống không có nghĩa là tất cả các loài trong đa dạng tối có thể sống ở tất cả các địa phương trong mẫu nghiên cứu, mà phải có các vai trò phù hợp về mặt sinh thái.
Tính đặc trưng của môi trường sống đang tạo ra sự khác biệt giữa đa dạng tối và đa dạng beta. Nếu đa dạng beta là mối liên hệ giữa đa dạng alpha và gamma, thì đa dạng tối kết nối đa dạng alpha và nhóm loài (đã chọn lọc) theo môi trường sống. Các loài đặc trưng cho môi trường sống chỉ tập hợp những loài này có khả năng sinh sống tại địa điểm nghiên cứu trọng điểm. Đa dạng quan sát được có thể được nghiên cứu ở bất kỳ quy mô nào, và các địa điểm có tính không đồng nhất khác biệt. Điều này cũng đúng với sự đa dạng tối. Do đó, vì sự đa dạng quan sát được tại địa phương có thể được liên kết với các cỡ mẫu rất khác nhau, đa dạng tối có thể được áp dụng ở bất kỳ quy mô nghiên cứu nào (mẫu 1x1 m trong thảm thực vật, mặt cắt số lượng chim trong cảnh quan, ô lưới 50x50 km UTM).

## Phương pháp ước tính sự đa dạng tối
Kích thước khu vực quyết định khả năng phân tán đến địa điểm nghiên cứu và việc lựa chọn quy mô thích hợp phụ thuộc vào câu hỏi nghiên cứu. Đối với một nghiên cứu tổng quát hơn, có thể sử dụng thang đo tương đương với vùng địa lý sinh học (ví dụ: một quốc gia nhỏ, một tiểu bang hoặc bán kính vài trăm km). Nếu chúng ta muốn biết loài nào có khả năng sinh sống tại địa điểm nghiên cứu trong tương lai gần (ví dụ 10 năm), quy mô cảnh quan là thích hợp.
Để phân loại các loài phù hợp về mặt sinh thái, có thể sử dụng các phương pháp khác nhau. Mô hình môi trường thích hợp có thể được áp dụng cho một số lượng lớn các loài. Ý kiến của chuyên gia có thể được tham khảo. Dữ liệu về sở thích môi trường sống của các loài có sẵn trong sách, ví dụ như môi trường làm tổ của chim. Đây cũng có thể là định lượng, ví dụ như giá trị chỉ thị loài thực vật, theo Ellenberg. Một phương pháp được phát triển gần đây ước tính sự đa dạng tối từ các ma trận đồng xuất hiện của các loài. Một công cụ trực tuyến có sẵn cho phương pháp đồng xuất hiện.

## Sử dụng
Đa dạng tối cho phép so sánh có ý nghĩa về đa dạng sinh học. Chỉ số đầy đủ của cộng đồng có thể được sử dụng:
{\displaystyle \log({observeddiversity}/{darkdiversity})}.
Điều này thể hiện sự đa dạng của địa phương ở quy mô tương đối, lọc ra ảnh hưởng của nguồn gốc loài trong khu vực. Ví dụ, nếu mức độ hoàn chỉnh của đa dạng thực vật được nghiên cứu ở quy mô châu Âu, nó không thể hiện mô hình vĩ độ được thấy với mức độ quan sát phong phú được và các giá trị của nhóm loài. Thay vào đó, tính hoàn chỉnh cao là đặc trưng cho các khu vực có ít tác động của con người hơn, cho thấy rằng các yếu tố nhân sinh là một trong những yếu tố quyết định đa dạng sinh học quy mô địa phương quan trọng nhất ở châu Âu.
Các nghiên cứu về đa dạng tối có thể được kết hợp với chức năng sinh thái học để hiểu lý do tại sao nhóm loài ít được nhận thức ở một địa phương. Ví dụ, nếu các đặc điểm chức năng được so sánh giữa các loài đồng cỏ ở mức độ đa dạng quan sát được và mức độ đa dạng tối, thì điều hiển nhiên là các loài đa dạng tối nói chung có khả năng phát tán kém hơn.
Sự đa dạng tối có thể hữu ích trong việc ưu tiên bảo tồn thiên nhiên, để xác định các khu vực khác nhau hoàn chỉnh nhất. Sự đa dạng tối giúp ước tính sự mất đi tương đối của sự đa dạng đồng loạt, cũng như tiến trình phục hồi. Sự đa dạng tối của các loài ngoại lai, cỏ dại và mầm bệnh có thể hữu ích để chuẩn bị kịp thời cho các cuộc xâm lấn trong tương lai.
Gần đây, khái niệm đa dạng tối được sử dụng để giải thích các cơ chế đằng sau mối quan hệ đa dạng-năng suất của thực vật.